# Radu Albot
Radu Albot (Chișinău, 11 novembre 1989) è un tennista moldavo.
È il primo giocatore del suo paese a vincere un titolo ATP nel singolare (Delray Beach Open 2019) e nel doppio (Istanbul Open 2015).
Ha vinto inoltre 9 titoli Challenger in singolare e 10 nel doppio, oltre a 15 titoli in singolare e 8 nel doppio ITF. Fa parte della squadra moldava di Coppa Davis.

## Carriera

### 2013-2015: Storico primo titolo ATP Challenger in singolare e in doppio
Nel settembre 2013 ha vinto il challenger di Fergana, diventando il primo tennista moldavo a vincere un torneo ATP Challenger. 
Nel 2014 si è qualificato per il tabellone principale dell'US Open, stabilendo un altro primato nazionale per l'accesso ad un Grande Slam.
Ha vinto nel 2015 in coppia con Lajovic il titolo di doppio dell'Inaugurale Istanbul Open, proseguendo nella lista di record moldavi conseguiti. Entra brevemente fra i top100 della classifica ATP. Nell'ottobre dello stesso anno raggiunge con František Čermák la finale della Kremlin Cup. 

### 2016-18: Prima semifinale di doppio del Grande Slam
Nel giugno 2016 si è qualificato per il torneo di Wimbledon e ha vinto la sua prima partita del Grande Slam dopo vari tentativi. 
Nel 2017 ha giocato per la prima volta nel tabellone principale di tutti e quattro i tornei del Grande Slam. Si è qualificato per il torneo US Open 2017 e ha vinto i primi due turni prima di essere sconfitto da Sam Querrey al terzo incontro, che è a tutt'oggi il suo miglior risultato nel Grande Slam insieme a quello ottenuto al torneo di Wimbledon 2018, dove sconfisse Pablo Carreno Busta al primo turno per venire poi fermato sempre al terzo turno da John Isner.
Nel febbraio 2018, Radu Albot ha giocato i quarti di finale del torneo ATP sul duro indoor di New York, venendo eliminato da Kei Nishikori. A settembre ha raggiunto la sua prima semifinale di singolare ATP al Moselle Open, dove ha ceduto all'eventuale campione del torneo, Gilles Simon.
Nell'US Open di quell'anno ha raggiunto le semifinali di doppio maschile, insieme a Malek Jaziri, battendo gli avversari Skupski/Skupski, i campioni uscenti Rojer/Tecau, i fratelli Christian e Ryan Harrison, il duo J.Murray/Soares, per essere fermati dalla coppia Kubot/Melo in tre set.

### 2019: L'anno migliore, Primo titolo singolare ATP e altre tre semifinali, Top50 in classifica
Nel 2019, Albot ha raggiunto le semifinali del torneo Open Sud de France, battendo Kohlschreiber, Gulbis e Baghdatis, prima di perdere dal futuro trionfatore del torneo, Tsonga. Alla fine di febbraio ha vinto il titolo ATP di singolare del Delray Beach Open, entrando nella storia come il primo moldavo a farlo, eliminando in progressione Karlović, Kyrgios, Johnson e McDonald, e infine Dan Evans in finale in un combattuto e spettacolare incontro di tre set. In seguito ha raggiunto la semifinale di Ginevra sulla terra rossa, perdendo al penultimo turno contro il cileno Jarry.. Nel prosieguo della stagione ha continuato il suo momento positivo raggiungendo la sua terza semifinale ATP dell'anno a Los Cabos, superato da Taylor Fritz. Ha chiuso la stagione alla posizione n.46 del ranking.

### 2020-2021: Anno delle difficoltà, ATP Cup inaugurale, terzo turno dell'Australian Open, secondo Challenger, fuori dai primi 100
Ha inaugurato il 2020 partecipando alla ATP Cup nella fase a gironi insieme alla squadra moldova. Dopo la lunga pausa dovuta all'interruzione delle competizioni a causa della pandemia di covid-19, viene sconfitto al secondo turno dell'US Open.
Nel 2021 ha raggiunto per la prima volta il terzo turno agli Australian Open sconfiggendo il top20 Roberto Bautista Agut lungo il percorso prima di perdere contro Casper Ruud. Gioca la semifinale del torneo di Singapore perdendo da Alexander Bublik. Vince sul finire della stagione il challenger su duro indoor di Pau contro Lehecka per 6–2, 7–6(5), chiudendo la stagione alla posizione n.123 della classifica ATP.

### 2022: Terzo turno consecutivo all'Australian Open, vittoria Challenger
Albot bissa il suo miglior risultato all'Australian Open giungendo al terzo turno dove viene battuto da Alexander Zverev in tre set, mentre a Wimbledon viene fermato al primo turno del tabellone principale per opera di Goffin, dopo aver superato le qualificazioni.
Nella seconda parte della stagione vince il titolo all'Istanbul Challenger sconfiggendo Lukas Rosol nettamente col risultato di 6–2, 6–0, mentre è finalista al Busan Open Challenger dove Majchrzak ha la meglio in tre set.

## Statistiche

### Singolare

#### Vittorie (1)
| Legenda doppio            |
| Grande Slam (0)           |
| ATP World Tour Finals (0) |
| ATP Masters 1000 (0)      |
| ATP World Tour 500 (0)    |
| ATP World Tour 250 (1)    |

| N. | Data             | Torneo                          | Superficie | Avversario in finale | Punteggio        |
| 1. | 24 febbraio 2019 | Delray Beach Open, Delray Beach | Cemento    | Daniel Evans         | 3-6, 6-3, 7-6(7) |

### Doppio

#### Vittorie (1)
| Legenda doppio            |
| Grande Slam (0)           |
| ATP World Tour Finals (0) |
| ATP Masters 1000 (0)      |
| ATP World Tour 500 (0)    |
| ATP World Tour 250 (1)    |

| N. | Data          | Torneo                                  | Superficie  | Compagno      | Avversari in Finale            | Punteggio   |
| 1. | 3 maggio 2015 | TEB BNP Paribas Istanbul Open, Istanbul | Terra rossa | Dušan Lajović | Robert Lindstedt Jürgen Melzer | 6–4, 7–6(2) |

#### Finali perse (1)
| Legenda doppio            |
| Grande Slam (0)           |
| ATP World Tour Finals (0) |
| ATP Masters 1000 (0)      |
| ATP World Tour 500 (0)    |
| ATP World Tour 250 (1)    |

| N. | Data            | Torneo             | Superficie  | Compagno         | Avversari in Finale            | Punteggio        |
| 1. | 25 ottobre 2015 | Kremlin Cup, Mosca | Cemento (i) | František Čermák | Andrej Rublëv Dmitrij Tursunov | 6–2, 1–6, [6–10] |

## Risultati in progressione
| Sigla | Risultato               |
| ----- | ----------------------- |
| V     | Vincitore               |
| F     | Finalista               |
| SF    | Semifinalista           |
| O     | Oro olimpico            |
| A     | Argento olimpico        |
| SF    | Bronzo olimpico         |
| QF    | Quarti di Finale        |
| 4T    | Quarto turno            |
| 3T    | Terzo turno             |
| 2T    | Secondo turno           |
| 1T    | Primo turno             |
| RR    | Round Robin             |
| LQ    | Turno di qualificazione |
| A     | Assente                 |
| ND    | Non disputato           |

| Legenda superfici    |
| -------------------- |
| Cemento              |
| Terra battuta        |
| Erba                 |
| Superficie variabile |

### Singolare
| Tornei Grande Slam         |     |               |               |               |     |               |               |               |               |     |       |
| Australian Open, Melbourne | Q2  | Q2            | Q1            | Q2            | Q2  | 1T            | 1T            | 2T            | A             | 3T  | 3-4   |
| Roland Garros, Parigi      | A   | A             | Q1            | Q2            | 1T  | 1T            | 2T            | 2T            | 2T            | 1T  | 3-4   |
| Wimbledon, Londra          | Q1  | Q1            | Q1            | Q1            | 2T  | 2T            | 3T            | 1T            | ND            | 1T  | 4-4   |
| US Open, New York          | Q2  | Q1            | 1T            | 1T            | 1T  | 3T            | 1T            | 1T            | 1T            | 1T  | 2-7   |
| Vittorie-Sconfitte         | 0-0 | 0-0           | 0-1           | 0-1           | 1-3 | 3-4           | 3-4           | 2-4           | 1-2           | 2-1 | 12-20 |
| Giochi Olimpici            |     |               |               |               |     |               |               |               |               |     |       |
| Giochi Olimpici            | A   | Non Disputati | Non Disputati | Non Disputati | 2T  | Non Disputati | Non Disputati | Non Disputati | Non Disputati |     | 1-1   |
| Vittorie-Sconfitte         | 0-0 | Non Disputati | Non Disputati | Non Disputati | 1-1 | Non Disputati | Non Disputati | Non Disputati | Non Disputati |     | 1-1   |

### Doppio
| Tornei Grande Slam         |     |     |               |               |               |               |       |
| Australian Open, Melbourne | A   | 1T  | A             | 3T            | 3T            | A             | 4-2   |
| Roland Garros, Parigi      | QF  | A   | 1T            | A             | 1T            | 1T            | 3-4   |
| Wimbledon, Londra          | 1T  | A   | A             | 1T            | 1T            | ND            | 0-3   |
| US Open, New York          | 1T  | A   | A             | SF            | 2T            | A             | 5-3   |
| Vittorie-Sconfitte         | 3-3 | 0-1 | 0-1           | 6-2           | 3-4           | 0-1           | 12-12 |
| Giochi Olimpici            |     |     |               |               |               |               |       |
| Giochi Olimpici            | ND  | A   | Non Disputati | Non Disputati | Non Disputati | Non Disputati | 0-0   |
| Vittorie-Sconfitte         | ND  | 0-0 | Non Disputati | Non Disputati | Non Disputati | Non Disputati | 0-0   |

### Doppio misto
Nessuna Partecipazione